# Culicoides suarezi
Culicoides suarezi är en tvåvingeart som beskrevs av Juan Manuel Rodriguez och Wirth 1986. Culicoides suarezi ingår i släktet Culicoides och familjen svidknott.
Artens utbredningsområde är Colombia. Inga underarter finns listade i Catalogue of Life.